# Slatiňany (nádraží)
Slatiňany jsou železniční stanice ve východní části města Slatiňany v okrese Chrudim v Pardubickém kraji poblíž řeky Chrudimky. Leží na jednokolejné neelektrizované trati Pardubice – Havlíčkův Brod.

## Historie
V roce 1871 dostavěla společnost Rakouská severozápadní dráha (ÖNWB) svou trať navazující na železnici z Liberce a Rosic nad Labem a pokračující dále přes Chrudim do Havlíčkova Brodu, pravidelný provoz na trati byl zahájen 1. června. Autorem univerzalizované podoby stanic pro celou dráhu byl architekt Carl Schlimp. Trasa byla výsledkem snahy o propojení železničních tratí v majetku ÖNWB jihozápadním směrem, tedy traťových úseků Liberec-Pardubice a hlavního tahu společnosti, železniční trati spojující Vídeň a Berlín.
Po zestátnění všech ÖNWB v roce 1908 pak obsluhovala stanici jedna společnost, Císařsko-královské státní dráhy (kkStB), po roce 1918 pak správu přebraly Československé státní dráhy.
21. prosince 1996 bylo ve stanici uvedeno do provozu elektronické stavědlo SZZK-96 od společnosti Starmon Choceň, jakožto první elektronické stavědlo v síti Českých drah.

## Popis
V roce 2016 byla dokončena rekonstrukce nádraží prováděná na širším úseku trati 238. Původní jednostranné a jedno ostrovní nekryté nástupiště nahradilo jedno nekryté vyvýšené nástupiště poloostrovní (k příchodu slouží přechody přes kolejiště).